# Auto +
Auto Mais (estilizado como Auto+) é um programa jornalístico independente de televisão, e plataforma de TV e Streaming, com conteúdo voltado para informações sobre lançamentos da indústria automotiva e de motocicletas, segurança, manutenção e automobilismo produzido no Brasil.
Em abril de 2018, nova mudança dentro da grade do Bandsports: passou a ser exibido aos domingos pela manhã, em uma faixa horária mais competitiva, já que é tradicionalmente dedicada aos apaixonados por carros e competição.
Em 2019, retorna à grade da RedeTV! com exibição aos sábados, as 19:00, tendo saído do ar em 2020. O período coincide também com a saída de Benê Gomes do quadro de apresentadores do programa.
Em 2020, o time de apresentadores ganhou o reforço de João Brigato. Originalmente ele substituiria Vagner Aquino na função de repórter do site, mas a presença nas redes sociais o levou a participar ativamente também do programa. Hoje, ele cumpra também a função de editor do site Auto+.

## Como plataforma
O Auto+ também é uma plataforma chamada de Auto+ TV, estando disponível pelas parabólicas digitais abertas no canal 547, estando também disponível via Streaming, com plataforma própria em seu site, com assinatura paga e gratuita.